# Coquillettidia tenuipalpis
Coquillettidia tenuipalpis är en tvåvingeart som först beskrevs av Edwards 1924.  Coquillettidia tenuipalpis ingår i släktet Coquillettidia och familjen stickmyggor. Inga underarter finns listade i Catalogue of Life.